# 土佐鬥犬

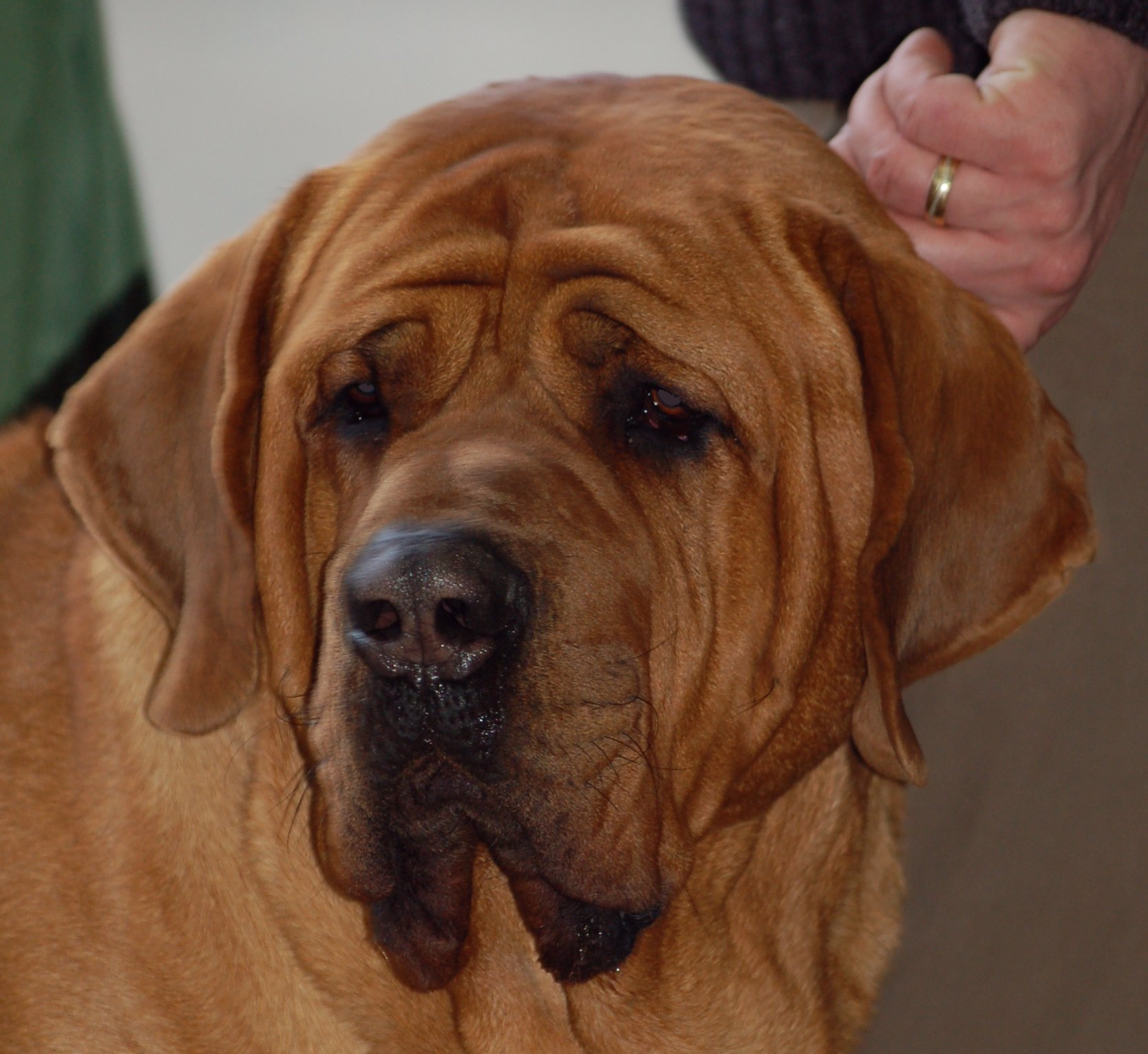
土佐鬥犬

土佐鬥犬是從進入明治時代後，在鬥犬相當盛行的四國土佐藩（今高知縣）由當地地犬「四國犬」與前田犬、古英國獒（Old English Mastiff）、鬥牛犬（bulldog）、牛頭㹴（bull terrier）、大丹狗（great dane）等犬種互相交配出來的犬種。常常只用土佐犬（日语：とさけん・とさいぬ）來稱呼。

## 特徵
- 毛色：紅色、混入金色的茶色、黑色為標準。昭和初期為止在日本高知縣鄉下有許多地方有許多白毛帶著紅斑的狗，之後改良的紅毛狗逐漸增加。也有少數是虎毛或白色的狗。
- 毛質：非常短且硬。
- 體格：跟其他種類的日本犬相比是少見威風凜凜的肌肉體格。頭很大，鼻口部與獒犬類似。鬆弛的皮膚即使被咬了也不會有大礙。有著長長的垂尾，耳朵也是垂耳，也有些是罕見的笹耳（耳朵像笹的葉子）。該犬種從小的30公斤到大的超過100公斤都有，而鬥犬的愛好團體有著不同的判斷基準，將60公斤以上的狗稱為大型犬。
- 用途：鬥犬、貨物搬運犬、護衛犬、寵物。
- 性格：領域觀念強烈，此外雄犬之間在爭奪雌犬時，會變得特別具有攻擊性。不過，本性相當溫馴，對於飼主與其家人相當順從。這種平常很溫馴的個性受到土佐鬥犬愛好家的喜愛。
- 壽命：10到12年左右。而該犬種的最高紀錄是活到18年的雌犬。
- 飼育上要注意之處：該犬種力氣很大，女性要飼養的話有些困難，而剛嘗試要養狗的新手也不適合。需要戴上項圈，充足的訓練與散步也是必要的。而要單純當作寵物的話，進行避孕、去勢手術後會變得更為溫馴一些。

## 被視為危險犬種（特定犬）
在英國、法國、德國與台灣，土佐鬥犬等鬥犬被視為「危險犬種」，被指定為寵物飼養的限制對象，雖然還是有飼養可能，但必須負起安裝口輪等裝備的重大管理義務。而關於日本，由於飼主隨便管理導致的咬傷事件層出不窮的現狀，一部分的地方自治體試著制定了特別的管制（即後述的「特定犬」）。而且，除了土佐鬥犬，也有將秋田犬、紀州犬、德國牧羊犬、杜賓犬、大丹狗、聖伯納犬、美國比特鬥牛㹴指定為可能會對人有危害的「特定犬」的地方自治體。
在香港，日本土佐犬被法例列為「格鬥犬隻」。是嚴禁飼養和進出轉口的四大禁犬之一。

## 外部連結
- NPO法人　全土佐犬友好連合会 （页面存档备份，存于）
- Tosa Inu Information Pages （页面存档备份，存于）
- Molosserworld's Tosa Inu Page
- Shakuhachi Imperial Tosa-inu
- Wielie Walie Tosa Inu
- More Japanese dog breeds （页面存档备份，存于）

## 資料來源
1. ↑  https://law.coa.gov.tw/GLRSnewsout/LawContent.aspx?id=GL000078&KeyWord=%E5%8B%95%E7%89%A9%E4%BF%9D%E8%AD%B7%E6%B3%95&fbclid=IwAR0v1It6jJX7ui5xRs5EpKB3mfwPPNNsXFdSxpq9-0z0ehxJzVIFdPosPXU